# Batalla de l'illa de Wake
La batalla de l'Illa de Wake és una de les batalles de la Segona Guerra Mundial, ocorreguda des del 8 al 23 de desembre de 1941, en el recentment obert escenari de la Guerra del Pacífic oriental. Aquesta batalla va esdevenir a l'illa atol de Wake, situada enmig de l'oceà Pacífic. Una guarnició composta per uns centenars de marines van oferir resistència davant un desembarcament amfibi japonès molt superior en nombre i poder ofensiu.

## Preliminars
L'Armada dels Estats Units comptava amb una base a l'illa de Wake des de gener de 1941, encara que pobrament defensada. La creixent situació d'hostilitat en el Pacífic va portar a l'almirall Kimmel a reforçar les defenses de Wake a mitjan agost. Kimmel suposava amb fonament que Wake seria un dels primers objectius del Japó.
A la base residien 68 efectius de la Marina i 1221 treballadors civils de la companyia Morrison-Knudsen, encarregats de construir des de principis d'any una base militar en el que havia estat una pista d'emergència de l'aerolínia Panagra (Pan American-Grace Airways). Es preveia la instal·lació d'una estació de radar, filat a les platges i instal·lació de mines antipersona, el reforç del grup aeri i més artilleria costanera. El 19 de novembre es va establir la primera guarnició militar permanent a l'illa, composta d'un destacament del 1r Batalló de Defensa de Marines que comptabilitzava un total de 450 efectius, sota les ordres del major James PS Devereux. També es va millorar la potència de foc de la base, dotant als marines de sis bateries costaneres de 127 mm amb canyes de 51 calibres (procedents d'un cuirassat desballestat); dotze canons antiaeris de 76 mm (amb tan sols un director antiaeri operatiu); divuit metralladores pesades M2 Browning i trenta metralladores pesades, mitjanes i lleugeres de 7,62 mm. El 28 de novembre, el capità de fragata Winfield S. Cunningham va aterrar a Wake per prendre el comandament de les forces nord-americanes a l'illa, amb tot just deu dies per a examinar les defenses i la guarnició de l'illa. Amb prou feines uns dies després, el 2 de desembre, i davant la situació de guerra imminent, la base rebria un anhelat suport aeri amb l'arribada de 12 F4F Wildcats i 13 pilots de l'esquadró VMF-211 al comandament del comandant Paul S. Putnam, provinents del portaavions USS Enterprise.

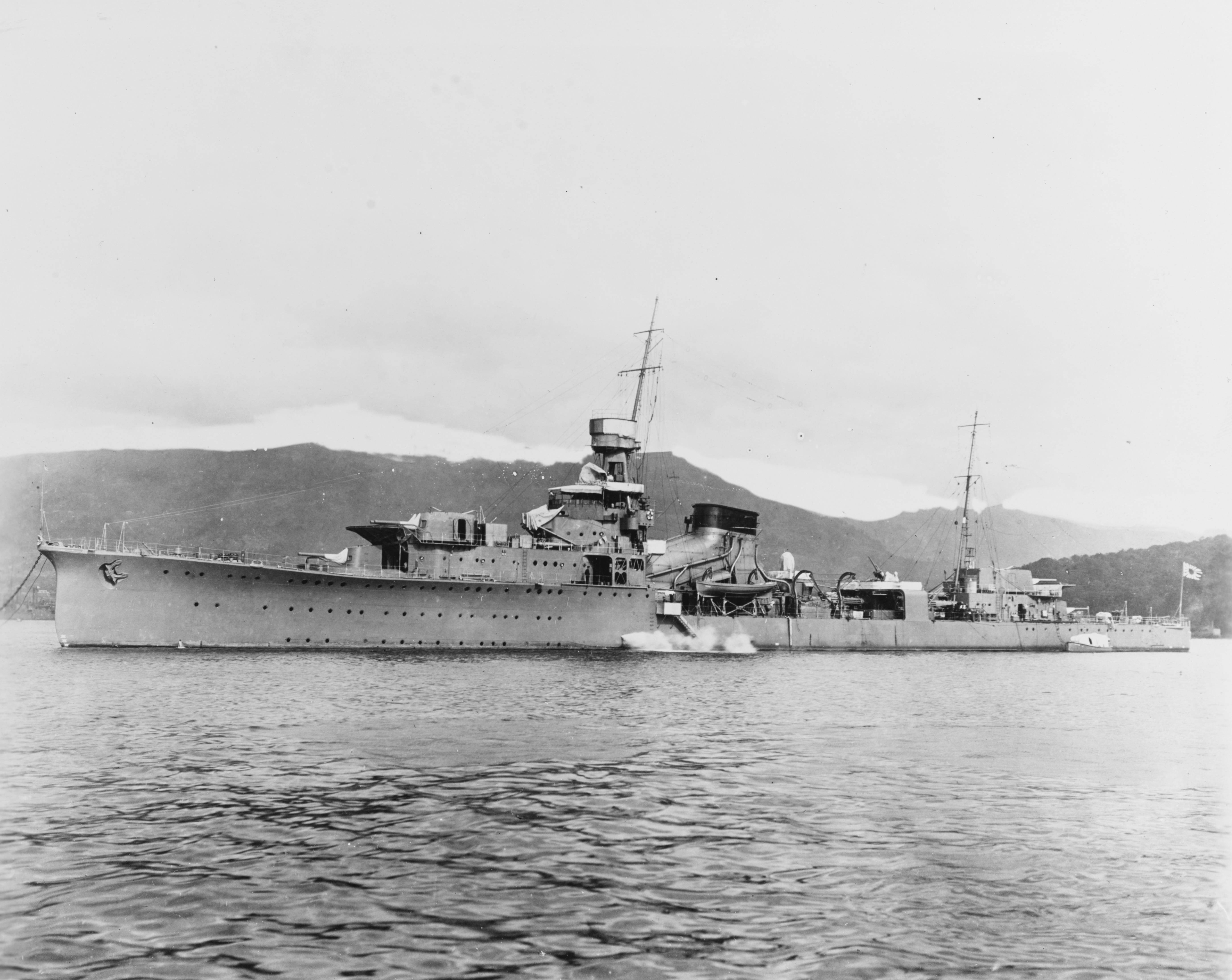
El creuer japonès Yubari.

L'almirall Kimmel havia començat a reforçar les defenses de l'illa Wake a mitjan agost de 1941, i havia fet desembarcar 400 marines per habilitar la base, no obstant això, fins al 2 de desembre no van arribar dotze avions Grumman Wildcat provinents del portaavions, USS Enterprise el que va elevar la dotació fins als 449 efectius. S'esperava a més l'arribada d'un equip de radar des de Pearl Harbor.
El 3 de desembre, una formació naval de destructors, llanxes i transports al comandament del contraalmirall Kajioka la insígnia del qual s'enarborava en el creuer Yubari fondejava a la llacuna de Kwajalein amb la intenció de prendre l'atol de Wake. El poder ofensiu relativament minso de les forces de Cunningham feia que el comandament japonès suposés una fàcil victòria nipona.

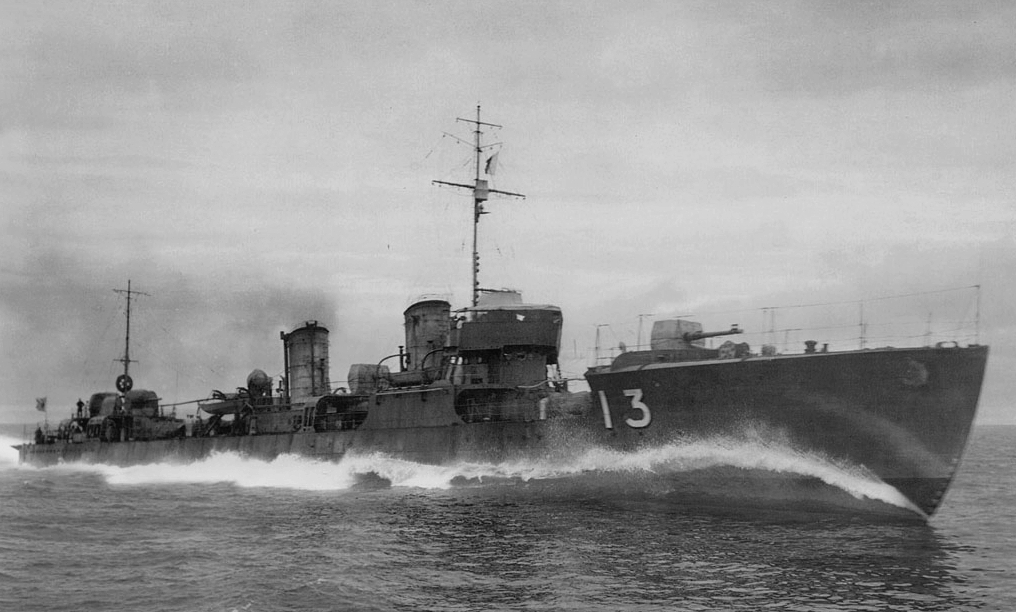
El destructor Hayate

## Desenvolupament de les operacions

### Atac aeri
El 8 de desembre de 1941, 5 hores després de l'atac a Pearl Harbor, cap el migdia enmig d'un xàfec, 36 bombarders mitjans Mitsubishi G3M "Nell", de la 24a Esquadrilla de bombardeig, provinents de bases a les Illes Marshall van atacar l'illa Wake, destruint part de la pista i 7 dels 12 caces Grumman F4F Wildcat. Els cinc caces restants van aconseguir enlairar-se a la recerca dels bombarders, però no van aconseguir establir contacte a causa de l'escassa visibilitat.
Tots els emplaçaments defensius de la guarnició van quedar intactes per l'atac, que es va concentrar en els avions. La incursió va causar 23 morts (3 d'ells pilots) i 11 ferits, a més de la mort de 10 civils, treballadors de Pan-American. El 9 de desembre gairebé a la mateixa hora es va registrar un nou atac gairebé idèntic al primer, però aquesta vegada, els 4 Wildcat supervivents van aconseguir enlairar-se a temps i abatre un avió japonès, sumat a un altre aparell japonès abatut per foc antiaeri. Aquest mateix dia, i després de rebre informes de l'Alt Comandament que deien que les defenses de l'illa estaven anul·lades, el contraalmirall Sadamichi Kajioka va ordenar l'inici de la invasió amfíbia. L'endemà 9 de desembre Kajioka va salpar rumb a Wake.

### Primer intent
La força d'invasió de Wake, que havia arribat als voltants de Wake el 10 de desembre, va aparèixer a l'horitzó a primeres hores del matí de l'11. Aviat va començar el canoneig d'estovament previ al desembarcament, que va durar uns 45 minuts. Deveraux va ordenar no respondre el foc a l'espera que els transports estiguessin dins de l'abast dels seus canons de 127 mm.. El comandant Kajioka en veure que no hi havia resposta enemiga va suposar que l'enemic estava sense poder defensiu, va cometre un error tàctic de confiança en apropar imprudentment les naus de desembarcament, creient que la guarnició estava delmada.
Quan el gruix de la flota de desembarcament japonesa va estar a l'abast de les bateries costaneres, aquestes van obrir foc. El creuer lleuger Yubari, vaixell almirall de Kajioka va rebre dos impactes en la línia de flotació i una oportuna columna de fum llançada des d'un destructor va evitar la destrucció i enfonsament del navili. La Bateria L, situada a l'illot de Peale, va aconseguir dos impactes directes en els pallols de munició del Hayate des d'uns 3.700 metres, que van fer saltar per l'aire el destructor, enfonsant-se sense supervivents en uns dos minuts, sent el primer vaixell de guerra japonès enfonsat en la Segona Guerra Mundial.
Kajioka va haver de postergar el desembarcament i va donar l'ordre de retirada dirigint-se a Kwajalein, sol·licitant reforços a la flota de Chuichi Nagumo, que venia de retorn des de Pearl Harbor.
Els dos F4F Wildcat supervivents comandats pel capità Henry T. Elrod van aconseguir enfonsar el destructor Kisaragi a 48 km al sud-oest de l'illa. Una bomba va impactar a la popa del destructor, on s'emmagatzemaven les càrregues de profunditat, provocant una enorme explosió que el va enfonsar gairebé immediatament i també sense supervivents dels 150 homes que el tripulaven.
Nagumo va destinar el 2n. Esquadró de portaavions del contraalmirall Tamon Yamaguchi, compost pel Hiryu i el Soryu, per silenciar les defenses de l'illa i recolzar un segon intent d'invasió.

### Operació de rescat
Malgrat l'èxit inicial en la defensa de Wake, les forces de Cunningham es trobaven totalment aïllades, sense subministraments i sotmeses a constants atacs aeris japonesos. L'Armada nord-americana va organitzar una operació de rescat a càrrec de la Task Force 11 de l'almirall Frank Fletcher i amb el suport de la Task Force 14, de l'almirall Wilson Brown. L'agosarada maniobra consistia en una acció combinada; la TF 11 duria a terme un atac de distracció a les Illes Marshall mentre la TF 14 es dirigia al rescat de Wake amb munició, equip, l'esquadró de caces F2A-3 Buffalo VMF-221 i el 4.º Batalló de Defensa de Marines. No obstant això, i després de rebre informació de la presència als voltants de Wake de dos portaavions japonesos, el vicealmirall William S. Pye, Comandant en Cap en funcions de la Flota nord-americana del Pacífic, va cancel·lar la missió i va ordenar el retorn a Pearl Harbor de la TF 14.

### Segon intent

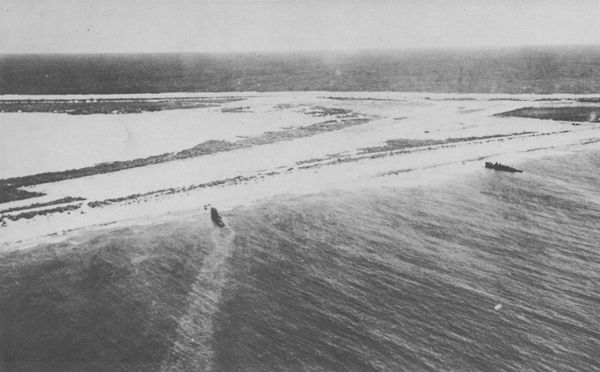
Els patrullers japonesos 32 i 33 destruïts per foc nord-americà.

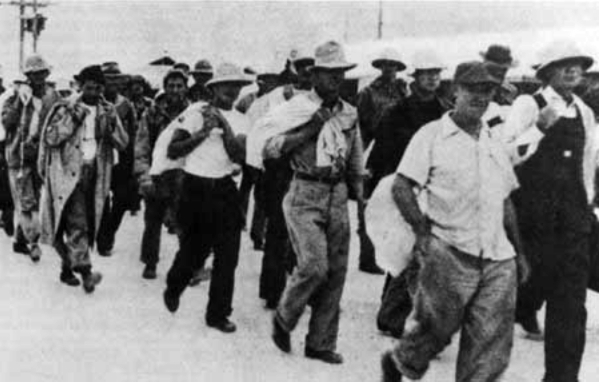
Civils capturats a Wake pels japonesos són obligats a treballs forçats (1941).

El segon assalt japonès sobre la guarnició nord-americana de Wake va arribar el dia 23 de desembre, compost principalment pels mateixos vaixells que en el primer intent, però amb una dotació extra de 1.500 efectius de les FED. El desembarcament va començar a les 02:35, després d'un bombardeig preliminar, i després d'una ferotge oposició, va caure davant les Forces Especials de Desembarcament japoneses el mateix dia del 23 de desembre de 1941, no sense abans aconseguir que els patrullers 32 i 33 i quedessin encallats i destruïts pel foc de les bateries costaneres.

## Víctimes
Els Marines van tenir 47 morts i 2 desapareguts durant els 15 dies de cèrcol, mentre que 3 efectius de la Marina i almenys 20 civils van morir durant els atacs. Les baixes japoneses es xifren entre els 700-900 morts i almenys 300 ferits, a més de dos destructors, dos transports i 8 avions. Els japonesos van capturar a tots els supervivents de l'illa, la gran majoria civils.
Els presoners van ser obligats a treballs forçats en l'aeròdrom de l'illa.
Japó no va construir ni va utilitzar aquest emplaçament durant la resta de la guerra, només es va limitar a aprovisionar-los per mitjà de submarins.

## Conseqüències
Com a dada anecdòtica, aquest dia va coincidir amb la retirada del general Douglas MacArthur des de Manila a Bataan.
Els japonesos van capturar els homes que quedaven a l'illa (en la seva major part empleats civils de la Morrison-Knudsen Company).
La història d'aquests homes va ser commemorada en la pel·lícula de 1942 Wake Island. Una condecoració militar especial, l'Emblema de l'Illa Wake també va ser creada per honrar els qui van lluitar defensant l'illa.
Durant el transcurs de la guerra, Estats Units va considerar la reconquesta de Wake com a irrellevant, tot i així la va anar bombardejant esporàdicament. També es va fer efectiu un bloqueig submarí.
El 5 d'octubre de 1943, l'USS Yorktown es va apropar a l'illa amb l'únic objectiu d'afeblir la posició japonesa. El comandant japonès a càrrec, Shigematsu Sakibara, va creure que es realitzaria un desembarcament nord-americà i com a represàlia va ordenar l'execució de 98 treballadors civils nord-americans.
L'illa va ser reconquerida per Estats Units el 1945, després de rendir-se la guarnició japonesa a l'acabar la guerra, el 4 de setembre de 1945. Shigematsu Sakibara va ser condemnat a mort per crims de guerra.